# Javier Abad
Javier Abad (Palma de Mallorca, España, 15 de diciembre de 1991) es un actor español. Se hizo principalmente conocido a nivel nacional al comenzar a interpretar a Isidro Buendía en la serie de televisión española El secreto de Puente Viejo en la cadena de televisión de Antena 3, más adelante interpretó a Julio Quintero en la serie de Televisión Española Servir y proteger.

## Biografía
En el año 2013 fichó por la serie diaria El secreto de Puente Viejo para interpretar a Isidro Buendía, junto con Jorge Pobes y Charlotte Vega. Abandonó la serie un año después tras la muerte de su personaje.
Cuatro años más tarde regresa a la televisión con la segunda temporada de Yo quisiera y con apariciones episódicas en Vivir sin permiso interpretando el mismo personaje que José Coronado pero en su etapa joven. Ese mismo año ficha por la serie diaria Servir y proteger para interpretar a Julio Quintero, hijo de Fernando Quintero (Eduardo Velasco) durante la segunda temporada de la serie. En 2019 regresa a la serie para unos capítulos. Un año más tarde aparece en un episodio de La valla para Antena 3.
En septiembre de 2020 regresa a Servir y proteger recuperando el personaje de Julio Quintero para el arranque de la quinta temporada de la serie. En octubre de 2021 regresa de nuevo para unos cuantos capítulos.

## Series
| Año       | Serie                           | Canal          | Personaje                       | Notas         |
| --------- | ------------------------------- | -------------- | ------------------------------- | ------------- |
| 2013-2014 | El secreto de Puente Viejo      | Antena 3       | Isidro Buendía                  | 240 episodios |
| 2018      | Yo quisiera                     | Divinity       | Alberto "Berto"                 | 20 episodios  |
| 2018      | Vivir sin permiso               | Telecinco      | Nemesio "Nemo" Bandeira (joven) | 10 episodios  |
| 2018-2021 | Servir y proteger               | La 1           | Julio Quintero                  | 218 episodios |
| 2020      | La valla                        | Antena 3       | Álvaro Maiztegui (joven)        | 1 episodio    |
| 2023      | Los pacientes del doctor García | La 1 y Netflix | Arrieta                         |               |